# سیارک ۱۸۶۶۴
سیارک ۱۸۶۶۴ (به انگلیسی: 18664 Rafaelta، نامگذاری:1998FA43) هجده هزار و ششصد و شصت و چهارمین سیارک کشف شده‌است که در ۲۰ مارس ۱۹۹۸ کشف شد.
قدر مطلق سیارک برابر ۱۴.۸ است.